# Ropica vinacea
Ropica vinacea là một loài bọ cánh cứng trong họ Cerambycidae.